# Niphotrichum
Niphotrichum ist eine Gattung von Laubmoosen aus der Unterfamilie Racomitrioideae innerhalb der Familie Grimmiaceae. Der Name leitet sich her aus dem griechischen nipha, Schnee und trichos, Haare und bezieht sich auf die ausgeprägten Glasspitzen der Blätter.

## Merkmale
Die kleinen bis großen Pflanzen bilden lockere bis dichte, grüne, gelbe bis graugrüne oder gelbbraune Rasen. Die kriechenden bis mehr oder weniger aufrechten Stämmchen sind wenig bis reichlich verzweigt und besitzen oft zahlreiche kurze Seitentriebe. Die trocken anliegenden, feucht aufrecht bis sparrig abstehenden Blätter sind dreieckig, elliptisch oder breit eiförmig-lanzettlich, im oberen Teil stumpf bis scharf gekielt oder rinnenförmig, kurz- bis langspitzig, manchmal stumpf. Meist sind sie mit einer kräftigen, papillösen und gezähnten Glasspitze ausgestattet. Die einzelschichtigen Blattränder sind auf beiden Seiten bis zur Blattmitte oder bis zur Spitze zurückgebogen. Die einfache Rippe reicht bis zur Blattmitte oder zur Blattspitze, ist am oberen Ende oft verzweigt, auf der Unterseite (dorsal) stark abgeflacht und zweizellschichtig oder an der Basis auch dreizellschichtig.
Basale Laminazellen sind verlängert bis linealisch und haben buchtig-knotige Wände. Die Blattflügel mit meist vergrößerten, dünnwandigen, hyalinen bis gelblichen Zellen bilden konvexe und oft herablaufende Öhrchen. Oberhalb der Blattflügel befinden sich an den Rändern hyaline oder gelbliche, quadratische bis rechteckige, nicht buchtige und glatte Zellen. Im mittleren und oberen Blattbereich sind die Zellen quadratisch bis kurz rechteckig, buchtig und stark papillös, wobei sich die großen, dicken und konischen Papillen beidseitig über dem Zelllumen befinden.
Die Seta ist gelblich bis schwarzrot, aufrecht, glatt, die Kapsel eiförmig bis zylindrisch, der Deckel sehr lang pfriemlich. Die Peristomzähne sind fast so lang wie der Urne oder länger, rot-braun und fast bis zum Grund in zwei, selten drei fadenförmige, dicht papillöse Äste geteilt. Die Kalyptra ist oben warzig, die Sporen sind fein papillös.

## Verbreitung
Die Gattung hat ihr Verbreitungsgebiet in den gemäßigten bis arktischen Zonen der Nordhalbkugel.

## Systematik
Die Gattung Niphotrichum wurde (ebenso wie zwei weitere Gattungen, Bucklandiella und Codriophorus) durch Ochyra et al. 2003 von der Gattung Racomitrium (im ehemaligen weiteren Sinn) abgespalten. Diese Aufteilung wird gegenwärtig in verschiedenen Floren allerdings nur teilweise mitvollzogen; in der untenstehenden Artenliste sind deshalb in Klammern auch die ehemaligen, derzeit noch oft verwendeten Artnamen mitangeführt.
Weltweit werden 8 Arten zur Gattung Niphotrichum gezählt. In Deutschland, Österreich und der Schweiz vorkommende Arten sind:
- Graue Zackenmütze (Niphotrichum canescens, Syn.: Racomitrium canescens)
- Verlängerte Zackenmütze (Niphotrichum elongatum, Syn.: Racomitrium elongatum)
- Niphotrichum ericoides (Racomitrium ericoides)